# Geum virginianum
La raíz de chocolate es una planta de la familia Rosaceae con las mismas propiedades y características que la Geum urbanum, diferenciándose en tener las flores blancas y ser usada como astringente. Es originaria de Estados Unidos.

## Descripción
Planta vivaz que alcanza los 20-60 cm de altura, floreciendo entre mayo y agosto con flores de 1-2 cm de diámetro y cinco pétalos blancos. Las flores son hermafroditas, aromáticas y polinizadas por las abejas. El fruto tiene puntos rojos con garfios que se enganchan a la piel de animales como el conejo. La raíz se utiliza como especia y en sopas. 

## Propiedades
- Se usa contra los dolores de estómago y la anorexia.
- Tónico digestivo para las personas mayores.
- En gargarismos para las afecciones bucales.
- Contiene taninos por lo que su abuso puede ser tóxico y provocar vómitos.

## Taxonomía
Praravinia fue descrita por Carlos Linneo y publicado en Species Plantarum 1: 500, en el año 1753.
Etimología
Geum: nombre genérico que deriva del latín: gaeum(geum) = nombre de una planta, en Plinio el Viejo, con finas raíces negras y de buen olor, que se ha supuesto era la hierba de San Benito (Geum urbanum L.)
virginianum: epíteto geográfico que alude a su localización en Virginia
Sinonimia
- Geum flavum (Porter) E.P.Bicknell
- Geum hirsutum Muhl. ex Link[3]